# 古城镇 (林口县)
古城镇，是中华人民共和国黑龙江省牡丹江市林口县下辖的一个乡镇级行政单位。

## 行政区划
古城镇下辖以下地区：
一村、二村、三村、四村、五村、新立村、乌斯混村、德安村、湖一村、前进村、马路村、长安村、安民村、河北村、沿河村、红石村、四间房村、湖水二村和湖北村。